# Stanmore
Pour la station de métro, voir Stanmore (métro de Londres).
Stanmore est un quartier du borough (arrondissement) londonien de Harrow, à Londres, Angleterre, c'est un quartier de banlieue situé à 17,7 km, au nord-ouest de Charing Cross.
On retrouve le nom de ce quartier dans le Domesday Book sous la forme de Stanmere, ce nom dérivant de  l'anglo-saxon stan, « pierre » et mere « bassin ». Il y a, à cet endroit, des affleurements de graviers sur le sol argileux, mere servant probablement à décrire un des nombreux étangs qui existent encore aujourd'hui.
En 1574, l'endroit reçut le nom de Stanmore the Great (Grand Stranmore), par opposition à Petit Stanmore.
Cette banlieue est caractérisée par ses nombreux petits restaurants et cafés, plusieurs bâtiments publics et quelques boutiques d'habillement. Le centre de Stanmore est dominé par la présence du grand supermarché Sainsbury's. Les zones résidentielles étendues de Stanmore sont fleuries et connaissent une forte affluence, avec les nombreux déplacements de ses habitants vers le centre de Londres et la City.
Stanmore abrite le Stanmore College (université publique) et une bibliothèque municipale. Il héberge également le Royal National Orthopaedic Hospital (ou  RNOH), hôpital spécialisé dans la colonne vertébrale, et les parcs de Stanmore Common et Stanmore Country Park.
Au nord-ouest de Stanmore se trouve Bentley Priory, une grande maison bâtie en 1755 sur le site d'un prieuré plus ancien : la reine Adélaïde de Saxe-Meiningen a passé la dernière année de sa vie en cet endroit (1848-1849). À la suite d'autres utilisations, la demeure est vendue en 1926 à la Royal Air Force (RAF) pour y installer des logements et des bureaux. Lors de la bataille d'Angleterre, en 1940, la maison a été le quartier général du Fighter Command (commandement de la RAF). La RAF a quitté le bâtiment en 2008 et, en septembre 2013, une partie du bâtiment a été inaugurée par le prince de Galles en tant que « musée de la Bataille d'Angleterre ».

## Transports
La gare de Stanmore a été en service de 1890 à 1952.
La station de métro de Stanmore station a ouvert en 1932.
Principales lignes de bus :
- H12 (vers Hatch End, Pinner et South Harrow) ;
- 142 (vers Watford, Edgware et Brent Cross) ;
- 340 (vers Harrow et Edgware).

## Personnalités liées à la ville
- George Hamilton-Gordon, 4e comte d'Aberdeen (de décembre 1852 à février 1855), avait été élevé à Stanmore où il a été enterré.
- William S. Gilbert, auteur des opéras, est enterré à Stanmore.

### Naissances à Stanmore
- Dave Bassett, entraîneur de football.
- Billy Idol, rockeur britannique.
- Theo Walcott, footballeur anglais.

### Mort à Stanmore
- Ellen Hollond, femme de lettres britannique.